# 格倫洛奇 (喬治亞州)
格倫洛奇（英語：Glenloch）是位於美國喬治亞州赫德縣的一個非建制地區。該地的面積和人口皆未知。

## 地理
格倫洛奇的座標為33°24′33″N 85°05′10″W / 33.40917°N 85.08611°W，而該地的平均海拔高度為320米（即1050英尺）。